# 丰润道站
丰润道站位于中华人民共和国江苏省无锡市滨湖区震泽路与丰润道交叉口东侧，是无锡地铁4号线的地铁车站。

## 车站结构
丰润道站为地下二层岛式车站，宽11米，总建筑面积约11032平方米。
| 1F                | 地面 | 出入口 |
| B1                | 站厅 | 客服中心、自動售票、商鋪                                                                                  |
| B2                | 月台 | \| \| \| █ 4号线往刘潭（吴都路） \| \| 島式 · 開左邊车门 \| \| \| \| \| \| █ 4号线往博览中心（終點站） \| |
|                   |      | █ 4号线往刘潭（吴都路）                                                                                   |
| 島式 · 開左邊车门 |      | |
|                   |      | █ 4号线往博览中心（終點站）                                                                               |

### 出入口
| 編號                | 建議前往的目的地               | 圖片 |
| ------------------- | ------------------------------ | ---- |
| 1 · 出口            | 震泽路尚贤河湿地公园           |      |
| 3 · 出口            | 震泽路、丰润道、青晏路、立德道 |      |
| 4 · 出口 · （设有） | 震泽路尚贤河湿地公园           |      |
| 图例： 设有         |                                |      |

## 接驳交通
本站周边尚无公交路线接驳。

## 历史
本站在建设时称作商务中心站。
- 2021年12月17日，车站随4号线一期启用[3]。